# Léon Richard (pilote)
Pour les articles homonymes, voir Léon Richard et Richard.
Léon Richard (Paris, 27 août 1910 - Aïn Sefra, 26 mai 1943) est un pilote de chasse français de la Seconde Guerre mondiale, qui représente la particularité unique, pour un pilote allié, d'avoir obtenu le statut d'As sans avoir abattu un seul appareil de l'Axe.

## Carrière et combats
Né le 27 août 1910 à Paris, il obtint son brevet de pilote en 1929, mais ne devint sous-officier de carrière de l'Armée de l'air qu'en 1933. À l'issue de sa formation comme pilote de chasse, en juillet 1935, il fut muté à la 3° Escadre avant de recevoir, en novembre 1937, le commandement du GAR.571, unité de reconnaissance aérienne basée en Algérie. En avril 1940, il fit un bref séjour en métropole avant d'être redirigé, dès le 6 mai 1940, sur la Tunisie avec le GC.1/9. Il ne participa pas à la Campagne de France. Le 31 août de la même année il reçut le commandement de la 6° escadrille du GC.III/6, équipée de Dewoitines D.520 et rejoignit les troupes françaises du Levant.
C'est durant les fratricides combats de la Campagne de Syrie, en mai-juin 1941, qu'il obtint tous ses succès aériens :
- le 8 juin, il abattait un Fairey Fulmar de la Royal Navy;
- le 9 juin, il abattait un Hawker Hurricane ;
- le 13 juin, il abattait un Blenheim du N° 11 Squadron;
- le 23 juin, il obtenait 2 victoires : un Hurricane et un P.40 Tomahawk;
- et le 5 juillet, il abattait son 6° adversaire: un autre Hurricane.

À l'issue des combats, il fit partie de la grande majorité des soldats français qui refusèrent de rejoindre les forces gaullistes et il préféra retourner en Algérie avec son unité. Entretemps promu au grade de capitaine, il abattit un Fairey Fulmar, lors d'une patrouille défensive, le 18 mai 1942.
À l'issue du débarquement anglo-américain en Afrique du Nord, lors de l'opération Torch, il reprit du service au côté des Alliés et débuta une reconversion sur P.40. Il se tua lors d'un exercice, le 26 mai 1943, en essayant de poser en urgence son appareil à court d'essence.

## Palmarès
Il est crédité de 7 victoires homologuées; toutes se trouvant être des appareils anglo-saxons.